# خوسيه أوليفا
خوسيه أوليفا (بالإنجليزية: José Oliva)‏ هو لاعب كرة قاعدة أمريكي، ولد في 3 مارس 1971 في سان بيدرو دي ماكوريس في جمهورية الدومينيكان، وتوفي في 22 ديسمبر 1997 في سان كريستوبال في جمهورية الدومينيكان بسبب حادث مرور.

## وصلات خارجية
- خوسيه أوليفا على موقعبيزبول رفرنس.كوم (الدوري الرئيسي) (الإنجليزية)
- خوسيه أوليفا على موقعبيزبول رفرنس.كوم (الدوري الثانوي) (الإنجليزية)